# Keita Takami
Keita Takami (japanisch 高見 啓太 Takami Keita; * 30. Juli 1993 in der Präfektur Hyōgo) ist ein ehemaliger japanischer Fußballspieler.

## Karriere
Takami erlernte das Fußballspielen in der Jugendmannschaft von Vissel Kobe und der Universitätsmannschaft der Kokushikan-Universität. Seinen ersten Vertrag unterschrieb er 2016 bei Vanraure Hachinohe in Hachinohe. Am Ende der Saison 2018 stieg der Verein in die dritte Liga auf. Nach insgesamt 132 Ligaspielen wechselte er im Januar 2022 in die vierte Liga, wo er einen Vertrag bei Mio Biwako Shiga unterschrieb. Hier stand er eine Spielzeit unter Vertrag. Für den Verein bestritt er 26 Ligaspiele. Die Saison 2023 stand er bei dem ebenfalls in der vierten Liga spielenden Suzuka Point Getters unter Vertrag. Nach 13 Ligaspielen beendete er nach der Saison 2023 seine Karriere als Fußballspieler.